# ليليان دايك
ليليان إيفا كوان دايك (ولدت في 24 أغسطس 1945) هي عضوة سابقة في مجلس الشيوخ الكندي من ساسكاتشوان. وهية عضوة في كري جوردون فيرست ناشن في ساسكاتشوان، وهي من الجيل الأول الكندي الصيني، وهي أول عضوة في مجلس الشيوخمن الأمم الأولى وأول عضوة في مجلس الشيوخ كندية المولد من أصل صيني.
قبل تعيينها في مجلس الشيوخ، كانت دايك عالمة أعصاب في جامعة ساسكاتشوان، حيث كانت أيضًا عميدًة مساعدة. في 12 آذار (مارس) 1999، مُنحت دايك، وهي واحدة من أوائل نساء السكان الأصليين في كندا اللائي يمارسن مهنة أكاديمية في مجال العلوم، جائزة الإنجاز مدى الحياة من اندسبير. تواصل دايك التدريس في الجامعة بالإضافة إلى إجراء البحوث بدوام جزئي. في عام 2019، حصلت على جائزة المرأة المتميزة للإنجاز مدى الحياة من جمعية الشابات المسيحيات بكندا ساسكاتون. 
إلى جانب عملها البحثي والأكاديمي، تشتهر الدكتورة المحترمة ليليان إيفا كوان ديك بمناصرتها للمساواة في تعليم وتوظيف النساء والكنديات والصينيات ونساء السكان الأصليين.

## النشأة والتعليم
ولدت دايك في شمال باتلفورد، ساسكاتشوان، لأب صيني، يوك لي كوان، وأم كري، إيفا موريل مكناب. جاء والدها إلى كندا بعد دفع ضريبة الرأس، تاركًا عائلته الأولى في الصين. ولدت والدتها في محمية جوردون، لكنها فقدت وضعها في المحمية عندما تزوجت من شخص لا ينتمي للسكان الاصليين. مثل معظم نساء الأمم الأولى في ذلك الوقت، تم ارسالها إلى مدرسة داخلية.
كانت دايك تتنقل بشكل متكرر، وتعيش في العديد من المدن الصغيرة في ساسكاتشوان وألبرتا. أخفت عائلتها تراثهم الأصلي من أجل حماية أنفسهم من العنصرية. بأخذ الاسم الأخير لوالدها وهو كوان، كانت عائلتها في الأساس العائلة الصينية الوحيدة في المدينة. نظرًا لأن معظم أفراد الأمم الأولى كانوا يعيشون في محميات، لم يكن لها أي صلة بهم. كانت عائلتها هي العائلة الوحيدة غير البيضاء في المدينة.
كان والدها يدير مقهى صيني. نشأت نادلة وكانت تقوم بالعديد من الوظائف الأخرى، مثل عملها في مقهى ريجال في كيلام، ألبرتا، حيث يرقد شاهد قبر والدتها.
التحقت دايك بمعهد سويفت كرنت كوليجات، حيث تم تشجيعها على الذهاب إلى الجامعة.
حصلت ديك على بكالوريوس الآداب (مع مرتبة الشرف)، ودرجة الماجستير في العلوم في الكيمياء الحيوية في عامي 1968 و 1970 على التوالي، بالإضافة إلى حصولها على درجة الدكتوراه. في الطب النفسي البيولوجي عام 1981، وجميعهم من جامعة ساسكاتشوان. منحتها جامعة كيب بريتون دكتوراه فخرية في الآداب عام 2007. 

## الحياة المهنية

### الاكاديمية
قبل تعيينها في مجلس الشيوخ، كانت دايك عالمة أعصاب في جامعة ساسكاتشوان، حيث كانت أيضًا عميدًا مساعدا. في 12 مارس 1999، وهي من أصول كري وصينية وكانت واحدة من أوائل نساء السكان الأصليين في كندا اللائي مارسن مهنة أكاديمية في مجال العلوم، حصلت دايك على جائزة الإنجاز مدى الحياة من انسيدبير. تركز أبحاثها على آليات عمل مثبطات مونوامين أوكسيديز لتحديد الأدوية المفيدة لعلاج الاضطرابات العصبية والسكتة الدماغية. تواصل التدريس في الجامعة بالإضافة إلى إجراء البحوث بدوام جزئي.

### مجلس الشيوخ
تم تعيين دايك في مجلس الشيوخ بناءً على توصية من رئيس الوزراء بول مارتن في 24 مارس 2005.
عند التعيين، رغبت دايك في الحصول على مقعد كعضو في مجلس الشيوخ عن الحزب الديمقراطي الجديد، لكن المتحدث باسم الحزب الوطني الديمقراطي كارل بيلانجر أشار على الفور إلى أن الحزب لن يعترف بها كعضو في تجمع الحزب الوطني الديمقراطي: نظرًا لأن برنامج الحزب يفضل على وجه التحديد إلغاء مجلس الشيوخ، فقد رفض ذلك. إضفاء الشرعية على المجلس بقبول دايك؛ بالإضافة إلى ذلك، تم الكشف عن أن عضوية دايك في الحزب الوطني الديمقراطي قد سقطت. بموجب قواعد مجلس الشيوخ، يتمتع أعضاء مجلس الشيوخ بحرية تعريف أنفسهم كيفما يرون ذلك مناسبًا، وغيرت دايك تسميتها لتقول الحزب الديمقراطي الجديد المستقل. في 15 يناير 2009، انضمت إلى تجمع الشيوخ الليبرالي. 
في 29 يناير 2014، أعلن زعيم الحزب الليبرالي جاستن ترودو أن جميع أعضاء مجلس الشيوخ الليبراليين، بما في ذلك دايك، قد تمت إزالتهم من التجمع الليبرالي، وسيستمرون في الجلوس كمستقلين. أشار أعضاء مجلس الشيوخ إلى أنفسهم باسم الكتلة الليبرالية في مجلس الشيوخ على الرغم من أنهم لم يعودوا أعضاء في الكتلة البرلمانية الليبرالية.
في عام 2014، اتهمت ديك النائب المحافظ روب كلارك، وهو أيضًا مواطن أصلي، بـ «التصرف كرجل أبيض» من خلال دفع تعديل القانون الهندي وقانون الاستبدال. وقالت لاحقًا إنها أدركت أن التعليق قد يكون مؤلمًا.
في أبريل 2018، اعترف التحالف النسوي للعمل الدولي بليليان كعضوة في مجموعة مشاهير السكان الأصليين الستة. الأعضاء الآخرون هم جانيت كوربيير لافيل، وإيفون بيدارد، وشارون ماكيفور، ولين جيل، والسناتور ساندرا لوفليس نيكولاس.
في تشرين الثاني (نوفمبر) 2019، انضمت دايك إلى بقية أعضاء التجمع الليبرالي في مجلس الشيوخ لاتخاذ قرار بحل التجمع وتشكيل مجموعة مجلس الشيوخ التقدمية الجديدة. 

#### العمل السياسي
شملت أولويات دايك كعضو في مجلس الشيوخ نساء الشعوب الأصلية (نساء الشعوب الأصلية المفقودات والمقتولات، والعنف ضد نساء الشعوب الأصلية)، ومشروع القانون سي-31 وتأثيره على نساء ورجال الشعوب الأصلية، والنساء في مجال العلوم (توظيف واستبقاء النساء في وظائف مهنية علمية وتكنولوجية)، تعليم وتوظيف السكان الأصليين (توظيف السكان الأصليين والاحتفاظ بهم في النظام التعليمي وفي العمل)، والصحة العقلية (أسباب الاضطرابات النفسية وعلاجها).  
كانت متحدثة بقوة في مسألة العنف ضد المرأة ونجحت في الدعوة إلى إجراء تغييرات على التشريعات التي تتطلب من القضاة النظر في فرض عقوبات أكثر صرامة على جرائم العنف ضد النساء من السكان الأصليين.
عملت أيضًا على مشروع قانون اس-3، وهو مشروع قانون يهدف إلى استعادة المكانة الاصلية الرسمية لآلاف النساء اللائي فقدن وضعهن بسبب الزواج من رجال غير أصليين. 

##### خطابات
| تاريخ          | موقع                  | الكلمات |
| -------------- | --------------------- | --- |
| 26 يونيو 2018  | وايت هورس، واي كيه    | كاشرا 2018، حان الوقت الآن: التغيير والابتكار في حقوق الإنسان اليوم - مشروع قانون S-215: قانون مصالحة من شأنه تعديل القانون الجنائي لتوفير أحكام محددة لضحايا العنف من السكان الأصليين |
| 15 مايو 2018   | الأمير ألبرت، اس كيه  | ندوة العدالة الشمالية 2018: العنصرية المنهجية في نظام العدالة الجنائية |
| 27 أغسطس 2017  | ادمونتون، أب          | جامعة ألبرتا. التوطين وتحسين نجاح طلاب السكان الأصليين في العلوم. |
| 26 أغسطس 2017  | ساري، بريتيش كولومبيا | ماذا تفعل السيناتور؟ عملي حول النساء والفتيات من السكان الأصليين المفقودات والمقتولات.                                                                                                 |
| 28 أكتوبر 2015 | ريجينا، اس كيه        | جامعة الأمم الأولى في كندا، جامعة ريجينا. "النساء والفتيات من السكان الأصليين المفقودات والمقتولات: الكشف عن لعبة الأرقام".                                                            |
| 6 مايو 2010    | الأمير ألبرت، اس كيه  | جمعية مرض السكري الكندية. "مرض السكري والسكان الأصليين الكنديين." |
| 27 سبتمبر 2007 | سكاربورو، أونتاريو    | عشاء المجلس الوطني الكندي الصيني. "القضايا الكندية الصينية." |
| 6 فبراير 2006  | ساسكاتون، اس كيه      | مؤتمر معهد ساسكاتشوان للعلوم التطبيقية والتكنولوجيا. "عجلة الطب والعلوم." |

## أعمال مستوحاة من حياتها
في عام 2017 ، عُرضت في أوتاوا مسرحية مستوحاة من حياة دايك بعنوان «كافيه داوتر»، من تأليف كينيث تي ويليامز، وإخراج ليزا سي. رافينزبيرجين وتضم تيفاني أياليك.

## ببليوغرافيا[26]

### منشورات أكاديمية مختارة
- Xu، Haiyun؛ Chen، Zhong؛ He، Jue؛ Haimanot، Samson؛ Li، Xiaokun؛ Dyck، Lillian؛ Li، Xin-Min (1 مايو 2006). "Synergetic effects of quetiapine and venlafaxine in preventing the chronic restraint stress-induced decrease in cell proliferation and BDNF expression in rat hippocampus". Hippocampus. ج. 16 ع. 6: 551–559. DOI:10.1002/hipo.20184.
- Wang، Haitao؛ Xu، Haiyun؛ Dyck، Lillian E.؛ Li، Xin-Min (15 أغسطس 2005). "Olanzapine and quetiapine protect PC12 cells from β-amyloid peptide25-35-induced oxidative stress and the ensuing apoptosis". Journal of Neuroscience Research. ج. 81 ع. 4: 572–580. DOI:10.1002/jnr.20570.
- Wei، Zelan؛ Mousseau، Darrell D.؛ Richardson، J. Steven؛ Dyck، Lillian E.؛ Li، Xin-Min (15 ديسمبر 2003). "Atypical Antipsychotics Attenuate Neurotoxicity of β-Amyloid(25-35) by Modulating Bax and Bcl-XL/S Expression and Localization". Journal of Neuroscience Research. ج. 74 ع. 6: 942–947. DOI:10.1002/jnr.10832.
- Dyck، Lillian E. (1996). "An Analysis of Western, Feminist and Aboriginal Science Using the Medicine Wheel of the Plains Indians". Native Studies Review. ج. 11 ع. 2: 90–102.
- Dyck، Lillian E.؛ Durden، David A.؛ Boulton، Alan A. (24 مارس 1993). "Effects of monoamine oxidase inhibitors on the acid metabolites of some trace amines and of dopamine in the rat striatum". Biochemical Pharmacology  [لغات أخرى]‏. ج. 45 ع. 6: 1317–1322. DOI:10.1016/0006-2952(93)90285-5.{{استشهاد بدورية محكمة}}:  صيانة الاستشهاد: علامات ترقيم زائدة (link)
- Dyck، Lillian E. (1993). "Absence of the atypical mitochondrial aldehyde dehydrogenase (ALDH2) isozyme in Saskatchewan Cree Indians". Human Heredity. ج. 43 ع. 2: 116–120. DOI:10.1159/000154127.
- Dyck، Lillian E.؛ Durden، David A.؛ Boulton، Alan A. (1993). "Conjugation of phenylacetic acid and m- and p-hydroxyphenylacetic acids in the rat striatum". Life Sciences  [لغات أخرى]‏. ج. 53 ع. 11: 901–909. DOI:10.1016/0024-3205(93)90442-6.{{استشهاد بدورية محكمة}}:  صيانة الاستشهاد: علامات ترقيم زائدة (link)
- Dyck، Lillian E. (1990). "Isoenzymes of aldehyde dehydrogenase in human lymphocytes". Alcoholism, Clinical and Experimental Research  [لغات أخرى]‏. ج. 14 ع. 4: 534–538. DOI:10.1111/j.1530-0277.1990.tb01195.x.{{استشهاد بدورية محكمة}}:  صيانة الاستشهاد: علامات ترقيم زائدة (link)
- Dyck، Lillian E. (1989). "Release of some endogenous trace amines from rat striatal slices in the presence and absence of a monoamine oxidase inhibitor". Life Sciences  [لغات أخرى]‏. ج. 44 ع. 17: 1149–1156. DOI:10.1016/0024-3205(89)90309-3.{{استشهاد بدورية محكمة}}:  صيانة الاستشهاد: علامات ترقيم زائدة (link)
- Dyck، Lillian E. (1986). "Are North American Indians Biochemically More Susceptible to the Effects of Alcohol?". Native Studies Review. ج. 2 ع. 2: 85–95.
- Dyck، Lillian E.؛ Durden، David A.؛ Boulton، Alan A. (1 يونيو 1985). "Formation of beta-phenylethylamine from the antidepressant, beta-phenylethylhydrazine". Biochemical Pharmacology  [لغات أخرى]‏. ج. 34 ع. 11: 1925–1929. DOI:10.1016/0006-2952(85)90310-7. PMID:4004908.{{استشهاد بدورية محكمة}}:  صيانة الاستشهاد: علامات ترقيم زائدة (link)
- Dyck، Lillian E.؛ Yang، C.R.؛ Boulton، Alan A. (1983). "The biosynthesis of p-tyramine, m-tyramine, and beta-phenylethylamine by rat striatal slices". Journal of Neuroscience Research. ج. 10 ع. 2: 211–220. DOI:10.1002/jnr.490100209.
- Dyck، Lillian E.؛ Kazakoff، Clement W.؛ Dourish، Colin T. (22 أكتوبر 1982). "The role of catecholamines, 5-hydroxytryptamine and m-tyramine in the behavioural effects of m-tyrosine in the rat". European Journal of Pharmacology. ج. 84 ع. 3–4: 139–149. DOI:10.1016/0014-2999(82)90196-0. PMID:7173317.
- Wu، P. H.؛ Dyck، Lillian E. (مايو 1976). "Microassay for the estimation of monoamine oxidase activity". Analytical Biochemistry. ج. 72 ع. 7: 637–642. PMID:942080.
- Boulton، Alan A.؛ Dyck، Lillian E.؛ Durden، David A. (ديسمبر 1974). "Hydroxylation of beta-phenylethylamine in the rat". Life Sciences  [لغات أخرى]‏. ج. 15 ع. 9: 1673–1683. DOI:10.1016/0024-3205(74)90334-8. PMID:4550004.{{استشهاد بدورية محكمة}}:  صيانة الاستشهاد: علامات ترقيم زائدة (link)

### المنشورات غير الأكاديمية
- دايك، ليليان أي. «تجرأ على أن تكون شجاعًا: دافع عن نفسك.» في: النساء في التندرا الأكاديمية الكندية: تحدي البرد. (محرران.) إيلينا هانا، ليندا بول، سواني فيتاماني-جلوبس. (مونتريال: مطبعة جامعة ماكجيل كوين. c2002): 47-50.
- دايك، ليليان إي . «جامعة ساسكاتشوان: صورة». تعليم المرأة. 9: 2 (1991): 23.